# ليوبولد هورنر
ليوبولد هورنر (بالألمانية: Leopold Horner)‏ هو كيميائي وأستاذ جامعي ألماني، ولد في 24 أغسطس 1911 في كيهل في ألمانيا، وتوفي في 5 أكتوبر 2005 في ماينتس في ألمانيا.